# Luray
Luray és un municipi francès, situat al departament de l'Eure i Loir i a la regió de Centre – Vall del Loira. L'any 2007 tenia 1.491 habitants.

## Demografia

### Població
El 2007 la població de fet de Luray era de 1.491 persones. Hi havia 536 famílies, de les quals 103 eren unipersonals (28 homes vivint sols i 75 dones vivint soles), 177 parelles sense fills, 232 parelles amb fills i 24 famílies monoparentals amb fills.
La població ha evolucionat segons el següent gràfic:
Habitants censats

### Habitatges
El 2007 hi havia 554 habitatges, 537 eren l'habitatge principal de la família, 4 eren segones residències i 13 estaven desocupats. 539 eren cases i 15 eren apartaments. Dels 537 habitatges principals, 473 estaven ocupats pels seus propietaris, 60 estaven llogats i ocupats pels llogaters i 4 estaven cedits a títol gratuït; 28 tenien dues cambres, 85 en tenien tres, 187 en tenien quatre i 237 en tenien cinc o més. 294 habitatges disposaven pel capbaix d'una plaça de pàrquing. A 230 habitatges hi havia un automòbil i a 263 n'hi havia dos o més.

### Piràmide de població
La piràmide de població per edats i sexe el 2009 era:
| Homes | Edats   | Dones |
| ----- | ------- | ----- |
| 0     | 95 o +  | 0     |
| 0     | 90 a 94 | 0     |
| 12    | 85 a 89 | 4     |
| 8     | 80 a 84 | 8     |
| 16    | 75 a 79 | 40    |
| 28    | 70 a 74 | 36    |
| 48    | 65 a 69 | 40    |
| 44    | 60 a 64 | 44    |
| 32    | 55 a 59 | 48    |
| 24    | 50 a 54 | 28    |
| 64    | 45 a 49 | 44    |
| 56    | 40 a 44 | 48    |
| 32    | 35 a 39 | 52    |
| 60    | 30 a 34 | 40    |
| 40    | 25 a 29 | 32    |
| 32    | 20 a 24 | 20    |
| 64    | 15 a 19 | 32    |
| 56    | 10 a 14 | 56    |
| 72    | 5 a 9   | 40    |
| 20    | 0 a 4   | 40    |

## Economia
El 2007 la població en edat de treballar era de 919 persones, 661 eren actives i 258 eren inactives. De les 661 persones actives 579 estaven ocupades (321 homes i 258 dones) i 82 estaven aturades (37 homes i 45 dones). De les 258 persones inactives 84 estaven jubilades, 92 estaven estudiant i 82 estaven classificades com a «altres inactius».

### Ingressos
El 2009 a Luray hi havia 545 unitats fiscals que integraven 1.525 persones, la mediana anual d'ingressos fiscals per persona era de 18.557 €.

### Activitats econòmiques
Dels 32 establiments que hi havia el 2007, 2 eren d'empreses de fabricació d'altres productes industrials, 11 d'empreses de construcció, 5 d'empreses de comerç i reparació d'automòbils, 2 d'empreses de transport, 1 d'una empresa d'hostatgeria i restauració, 1 d'una empresa financera, 1 d'una empresa immobiliària, 5 d'empreses de serveis, 1 d'una entitat de l'administració pública i 3 d'empreses classificades com a «altres activitats de serveis».
Dels 11 establiments de servei als particulars que hi havia el 2009, 1 era un taller de reparació d'automòbils i de material agrícola, 3 paletes, 1 guixaire pintor, 3 lampisteries i 3 perruqueries.
L'únic establiment comercial que hi havia el 2009 era una peixateria.

## Equipaments sanitaris i escolars
El 2009 hi havia una escola elemental.

## Poblacions més properes
El següent diagrama mostra les poblacions més properes.